# TT33
| p · D37 | i | mn · n | i | O45 · t |

| p · D37 | i | mn · n | i | O45 · t |

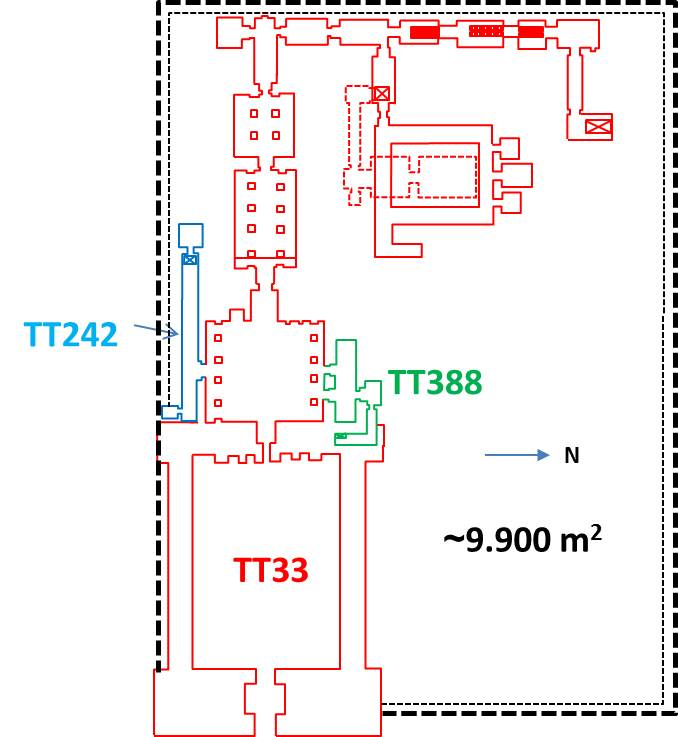
Planimetria schematica dell'area recinto delle tombe TT33, TT242, TT388

La tomba di Pediamenopet (o Padiamenemipet), in sigla TT33 (Theban Tomb 33) è una delle Tombe dei Nobili ubicate nell’area della cosiddetta Necropoli Tebana, sulla sponda occidentale del Nilo dinanzi alla città di Luxor, in Egitto. Destinata a sepolture di nobili e funzionari connessi alle case regnanti, specie del Nuovo Regno, l'area venne sfruttata, come necropoli, fin dall'Antico Regno e, successivamente, sino al periodo Saitico (con la XXVI dinastia) e Tolemaico. La TT33 è la più grande e la più decorata tomba privata di cui si abbia notizia.

## Titolare
TT33 Era la tomba di:
| Titolare                                                                           | Titolo                           | Necropoli  | Dinastia/Periodo | Note                                                                                               |
| ---------------------------------------------------------------------------------- | -------------------------------- | ---------- | ---------------- | -------------------------------------------------------------------------------------------------- |
| Pediamenopet (scritto anche Padiamenipet, Padiamenemipet, Padiamenope, Petamenofi) | Profeta e prete capo dei lettori | el-Assasif | Periodo tardo    | circa 200 iarde (circa 180 m) a est del pilone in mattoni meridionale; a nord della American House |

### Biografia

Ushabti del sacerdote-lettore capo Padiamenemipet. Museo Egizio, Torino.

Non è ricavabile, dalle rappresentazioni parietali, il nome del padre di Padiamenipet, Profeta e Capo dei preti lettori, mentre Namenkhesi era il nome della madre, suonatrice di sistro di Amon; Tedi fu sua moglie.

## Descrizione
Sebbene già nota a Richard Pococke nel corso della sua visita alla Necropoli tebana del 1737, la TT33 venne più compiutamente scavata e studiata a partire solo dal 1881 da Johannes Dümichen dell'Università di Strasburgo. Ubicata non lontana da Deir el-Bahari, è molto più grande di molte tombe reali della vicina Valle dei Re potendo contare su oltre 20 locali, collegati da lunghi corridoi, e strutturata su tre livelli fino a una profondità di oltre 20 m..
La recinzione (oggi quasi completamente scomparsa) copriva un'area di circa 9.900 m² mentre la sola parte sotterranea è iscrivibile in un quadrato di 68 x 45 m per una superficie percorribile calcolata in 1.062 m²; lo sviluppo dei corridoi supera i 320 m e le pareti decorate, gran parte delle quali molto danneggiate, coprono un'area di oltre 2.600 m².
Il titolare della tomba, Padiamenipet, prestò servizio sotto più sovrani della XXV (detta anche Khushita o "dei Faraoni neri") e XXVI dinastia ed acquisì tanto potere da creare per sé una tomba labirintica decorata con migliaia di metri quadrati di dipinti murari e geroglifici, il che la rende la più grande e la più decorata tomba privata di cui si abbia notizia.
Da un primo cortile esterno si accede a un II cortile con pilastri in cui si aprono, peraltro, gli accessi alle tombe TT242 e TT388.  In un angolo del II cortile (1-2) tracce di disegno (con quadrettatura) della testa del defunto e di un cartiglio di Horemheb. Un andito, sulle cui pareti (3-4) sono riportati testi e scene del defunto con rituali e liste di offerte, immette in un corridoio (5) sulle cui pareti il defunto, inginocchiato, adora Ra-Horakhti; questo immette in un'anticamera con otto pilastri con dipinti molto danneggiati (6) di una scena con tre dee (non identificabili). Un secondo corridoio (7), sui cui architravi sono rappresentati teste di falco e pilastri Djed e sulle cui pareti il defunto lascia la tomba seguito da una dea, dà accesso a una seconda anticamera con quattro pilastri di cui due (B-D) ricoperti di testi; qui (8-9-10-11-12) scene mitologiche, compreso un uomo che reca una mucca e un vitello, e un altro in adorazione dell'uccello Benu; un uomo dinanzi a tre dee; un sacro remo, un toro e sette mucche con lista di offerte. Una terza anticamera cui si accede attraverso un breve corridoio (13), presenta (14) cinque rappresentazioni del defunto con aiutanti e testi dedicatori; seguono (15-16) testi tratti dal Libro dei morti. Sulla parete di fondo si apre una falsa porta (19), preceduta, sulle pareti laterali (17-18) da scene del defunto e la moglie seduti.
Lo sviluppo della tomba prosegue, ortogonalmente rispetto alla direzione sin qui seguita, con una quarta e quinta anticamera sulle cui pareti sono rappresentati testi (20), ancora testi, indumenti, gioielli, sacri unguenti (21-22) e scene di offerte al defunto (23) e riti sulla mummia con offerte e testi (24-25). Seguono una sesta, settima e ottava anticamera in cui si aprono scale che conducono ai livelli inferiori della tomba: scene del defunto e della madre in adorazione (26-27) di Anubi, di due geni con testa di scimmia e di montone, di Iside, di Horus e di una divinità con becco di pellicano. Seguono (27-28) rappresentazioni del defunto, di Iside e di Horus; del defunto con testi (29), con Iside (30) e altre divinità (31). Una nona anticamera reca sulle pareti (32-33) il defunto inginocchiato dinanzi a una falsa porta, e scene di psicostasia con Maat, Thot e alcuni demoni, alla presenza di Osiride. Una decima anticamera, in pratica un lungo corridoio (34-35), sulle cui pareti sono riportati brani del Libro dei Morti e liste di offerte, immette in una camera sulle cui pareti sono riportati brani del Libro dei Morti.
Dalla quinta anticamera (24-25) si diparte un corridoio sulle cui pareti è rappresentato (37-38) il defunto seduto con liste di offerte e testi, nonché brani del Libro delle Porte. Si apre qui l'accesso all'appartamento sotterraneo sulle cui pareti sono rappresentati brani del Libro delle Caverne, la resurrezione di Osiride (45) e un soffitto astronomico; proseguendo nell'appartamento sotterraneo il corridoio piega ortogonalmente e conduce alla camera funeraria con sarcofago soffitto astronomico e, sulle pareti, brani del Libro dell'Amduat.
Ripartendo dal corridoio (37-38), un altro corridoio reca scene del defunto con i figli (39), e immette in un corridoio rettangolare sulle cui pareti sono rappresentate la barca di Ra (40) e (41) nuovamente la barca di Ra trainata da altre divinità. Nel corridoio rettangolare si aprono tre cappelle (42-43-44) i cui dipinti parietali sono alquanto danneggiati; in una (42) è possibile identificare scene del dio Ruruti, nonché del defunto dinanzi agli dei Sokar, Nut, Osiride, Ptah e Iside; in un'altra (43) offertorio dinanzi a Osiride, Ptah e la barca di SOkar e Iside. Sul fondo il defunto e la moglie in offertorio a Osiride; la terza cappella (44) vede il defunto dinanzi a Ptah-Khentihatnub e ai figli di Horus, allo stesso Horus e agli dei Nut, Iside, Nephtys, Ptah-Weppi.
Nel 2004-2005 una missione francese dell'IFAO (Istituto Francese di Archeologia Orientale del Cairo) e dell'Università di Strasburgo, capeggiata dall'egittologo francese Claude Traunecker (Strasburgo) e Isabelle Régen (Università di Montpellier), ha esplorato i locali della tomba procedendo alla ripulitura, restauro e conservazione dei locali, e alla rilevazione dei molteplici, importanti, testi in essa racchiusi tra cui Testi delle Piramidi e il Libro dei morti.

## Reperti
Provenienti dalla TT33, sono musealizzati:
- testa di Padiamenipet	al Mus. roy. du Cinquantenaire di Bruxelles (cat. E. 3057);
- testa di Padiamenipet	al Staatliches Museum Ägyptischer Kunst di Monaco (cat. 2832);
- testi tratti dalla TT33 allo Smithsonian Institution di Washington (cat. 1420);
- frammenti di scene di offerte dalla I e II anticamera al Museo Egizio de Il Cairo;
- testi sacri dedicati a Ra-Horakhti al British Museum di Londra (cat. 786).

Provengono invece, forse, dalla TT33:
- due torsi in basalto al Cairo, Collezione Michaelidis;
- tavola da offerte in granito rosso dalla collezione Amherst al Mus. roy. du Cinquantenaire di Bruxelles (cat. E. 5811)

### Annotazioni
1. ↑  La numerazione dei locali e delle pareti segue quella di Porter e Moss 1927, pp. 50-56 (in diversa colorazione le tombe rappresentate).
2. ↑  La prima numerazione delle tombe, dalla numero 1 alla 252, risale al 1913 con l’edizione del "Topographical Catalogue of the Private Tombs of Thebes" di Alan Gardiner e Arthur Weigall. Le tombe erano numerate in ordine di scoperta e non geografico; ugualmente in ordine cronologico di scoperta sono le tombe dalla 253 in poi.
3. ↑  I campi della Duat, ovvero l'aldilà egizio, si trovavano, secondo le credenze, proprio sulla riva occidentale del grande fiume.
4. ↑  Nella sua epoca di utilizzo, l'area era nota come "Quella di fronte al suo Signore" (con riferimento alla riva orientale, dove si trovavano le strutture dei Palazzi di residenza dei re e i templi dei principali dei) o, più semplicemente, "Occidente di Tebe".
5. ↑  Le Tombe dei Nobili, benché raggruppate in un'unica area, sono di fatto distribuite su più necropoli distinte.
6. ↑  Le note, sovente di inquadramento topografico della tomba, sono tratte dal "Topographical Catalogue" di Gardiner e Weigall, ed. 1913 e fanno perciò riferimento alla situazione dell'epoca.
7. ↑  Era compito dei preti "lettori" l'organizzazione delle cerimonie e la recitazione ad alta voce, durante le cerimonie sacre, degli inni previsti. Proprio per tale conoscenza delle invocazioni giuste e corrette, i "lettori" venivano considerati detentori di poteri magici.
8. ↑  Johannes Dümichen (1833-1894), egittologo tedesco.

### Fonti
1. 1 2  Porter e Moss 1927,  pp. 50-56.
2. ↑   Collezione online - Ushabti del sacerdote-lettore capo Padiamenemipet, su collezioni.museoegizio.it. URL consultato il 13 dicembre 2023.
3. ↑  Gardiner e Weigall 1913.
4. ↑  Donadoni 1999,  p. 115.
5. ↑  Gardiner e Weigall 1913,  pp. 18-19.
6. ↑  Porter e Moss 1927,  p. 50.
7. ↑  Date le dimensioni e la struttura architettonica, Pococke la definì "un palazzo sotterraneo".
8. ↑  Claude Traunecker, egittologo francese, Le Palais Funéraire de Padiaménopé redécouvert (TT33), in "Egypte Afrique & Orient", 2008 n. 51, pp. 15-48.
9. ↑  Porter e Moss 1927,  pp. 50-55.
10. ↑   L'apertura della tomba di Padiamenipet, su Egyptology News weblog, Dec 2005..
11. ↑  Porter e Moss 1927,  pp. 55-56.